# Spanish Bombs
Spanish Bombs ist ein Lied der englischen Punk-Band The Clash, das auf deren Doppelalbum London Calling aus dem Jahre 1979 erschienen ist. Das Lied handelt vom spanischen Bürgerkrieg. Die Idee zu Spanish Bombs entstand, als der Sänger und Gitarrist der Band, Joe Strummer, auf einer Heimfahrt vom Tonstudio Wessex Studios mit Gaby Salter über die ETA redete.
Außer auf dem Doppel-Album London Calling erschien das Lied auf den Alben The Story of the Clash – Volume 1 (1988) und Clash on Broadway (2000). Es wurde außerdem vom deutschen Rock-Musiker Rio Reiser und der mexikanischen Punk-Band Tijuana No! gecovert.

## Spanish Bombsund der Spanische Bürgerkrieg
Spanish Bombs rühmt den Heroismus der gemäßigten bis revolutionären Republikaner im spanischen Bürgerkrieg. Dieser verwüstete Spanien vom 17. Juli 1936 bis zum 1. April 1939, als die Nationalisten unter Franco ihre faschistische Diktatur errichteten.
Viele Orte und Persönlichkeiten, die mit dem Spanischen Bürgerkrieg assoziiert sind, werden im Liedtext erwähnt. So war Andalusien eine der ersten spanischen Regionen, die von den Nationalisten eingenommen wurden. Federico García Lorca, im Lied Federico Lorca genannt, war ein anarchistischer Dichter, der während des Krieges getötet wurde. Die Guardia Civil ist eine paramilitärische Einheit, die unter dem geteilten Kommando des Ministeriums des Inneren und dem Verteidigungsministerium steht und die zu Francos Zeiten politisch Andersdenkende verfolgte. Die Liedzeile “They sing the red flag, they wore the black one” ist eine Referenz an den kommunistischen Arbeiterkampf (rote Flagge) und an die Anarchisten (schwarze Flagge). Die Confederación Nacional del Trabajo (CNT) ist eine anarchosyndikalische Gewerkschaft, die an dem anfänglichen Erfolg des Widerstandes gegen Franco maßgeblich beteiligt war. Auch sie trägt die bereits zuvor erwähnte schwarz-rote Flagge.